# جیم هاینز
 جیم هاینز (انگلیسی: Jim Hines؛ زادهٔ ۱۰ سپتامبر ۱۹۴۶ - درگذشتهٔ ٣ ژوئن ۲۰٢٣) ورزشکار اهل ایالات متحده آمریکا بود.